# Louis Bril (verzetsstrijder)

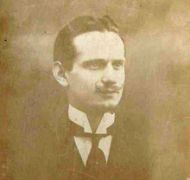
Portret van Louis Bril

Louis Bril (1888 – Schaarbeek, 11 februari 1916) was een Belgisch verzetsstrijder die voor het vuurpeloton is gestorven.
Hij was kelner in Parijs toen de Eerste Wereldoorlog uitbrak en hij besloot om terug te keren naar België. Zijn schoonbroer Del Bono hield restaurant Italia aan de Brusselse Kolenmarkt, waar hij aan de slag kon. Bril begon jonge landgenoten te helpen om het bezette België te ontvluchten en zo het front aan de IJzer te bereiken. Eens werd hij daarbij opgepakt in de grensstreek bij Mol, maar hij werd slechts tien dagen vastgehouden. In oktober 1915 kwamen Duitse militairen hem opnieuw arresteren, ditmaal in het restaurant waar hij werkte. Bril slaagde er op vrij spectaculaire wijze in te ontkomen.
Op zoek naar een manier om te vluchten, kwam hij terecht bij Maurice Neels de Rhode. Dit was een informant van Polizeistelle B (Berlaimontstraat) die vrijwilligers voor het Belgisch leger in de val lokte door zich voor te doen als passeur en vervolgens hun arrestatie te organiseren. Tegenover zijn Duitse broodheren beroemde Neels zich erop dat hij hen op die manier al honderden vluchtelingen in handen had gespeeld. Ook aan de ontmanteling van het ontsnappingsnetwerk van Edith Cavell had hij zo bijgedragen. Dat had geleid tot haar executie en die van Philippe Baucq.
Bril was dit te weten gekomen en schoot Neels in de nacht van 6 op 7 januari dood in de buurt van zijn woning in Schaarbeek. Drie dagen later werd hij gearresteerd door agenten in burger toen hij zo onvoorzichtig was terug te keren naar de plaats van het delict. Op 9 februari sprak het Feldgericht zijn doodvonnis uit. Een Belgische advocaat was hem geweigerd en er was geen tijd voor beroep. De executie vond twee dagen later plaats op de Nationale Schietbaan. Ook enkele medeplichtigen liepen een veroordeling op: Brils vriend Leclercq kreeg tien jaar dwangarbeid en de buren van Neels enkele maanden.
De daad van Louis Bril was een van de schaarse gevallen waarin het verzet tegen de Duitse bezetting een gewelddadige vorm aannam. 